# East Raynham
East Raynham – wieś w Anglii, w hrabstwie Norfolk, w dystrykcie North Norfolk. Leży 39 km na północny zachód od Norwich i 156 km na północny wschód od Londynu.
W 2001 miejscowość liczyła 257 mieszkańców.